# Babylon 5: The Lost Tales
Babylon 5: The Lost Tales is een muziekalbum van Christopher Franke, een Duitse specialist op het gebied van elektronische muziek. Franke, ooit lid van Tangerine Dream, heeft de muziek geschreven voor alle afleveringen van de televisieserie en de films van de sciencefictionreeks Babylon 5. Dit album is gelijk uitgebracht met de film (in het Verenigd Koninkrijk).
Alle muziek is door hemzelf geschreven en opgenomen met het The Berlin Symphonic Film Orchestra; een combinatie van klassieke en elektronische muziek.

## Composities
1. Intro 1
2. Main Title
3. Opening
4. The Priest
5. Exorcism
6. The Stench
7. Your Name
8. Energy
9. Devil Treat
10. The Dream
11. Log Search
12. Send Back
13. Epilogue 1
14. Intro 2
15. Londo
16. G'Kar
17. Hyperspace
18. Destruction
19. Kill
20. I'm save
21. Describe
22. The Station
23. Starfurry
24. Prepare
25. Landing
26. Party
27. Epilogue 2
28. End credits